# Venas
För andra betydelser, se Venas (olika betydelser).
Venas är en kommun i departementet Allier i regionen Auvergne-Rhône-Alpes i de centrala delarna av Frankrike. Kommunen ligger  i kantonen Hérisson som ligger i arrondissementet Montluçon. År 2022 hade Venas 224 invånare.

## Befolkningsutveckling
Antalet invånare i kommunen Venas
Referens: INSEE